# Iglesia de la Circuncisión de Jesús (Caltagirone)
La iglesia de la Circuncisión, conocida localmente genéricamente como iglesia del Gesù, junto con el Colegio de los Jesuitas, constituye uno de los principales conjuntos monumentales ubicados en via degli Studi, en el centro histórico de Caltagirone.

## Historia

### Época española
El 18 de septiembre de 1569, el virrey de Sicilia Francesco Ferdinando d'Avalos, príncipe de Francavilla, sugirió al Ayuntamiento de Caltagirone la fundación de un colegio jesuita, señalando las ventajas que obtendría la población "...así de hecho de religión como en materia de educación”.
La construcción se inició en 1571, en 1574 el arquitecto de Messina Andrea Calamech dirigió las obras y entre 1589 y 1592 se registró la intervención de Antonuzzo Gagini. En 1593 está documentada la apertura al culto, celebrada con la inscripción en mármol "TEMPLVM HOC QVOD AN. MDLXX SENATVS MVNIFICENTIA EREXIT ANNO MILLESIMO QVINQVAGESIMO NONAGESIMO TERTIO JESV NOMINE DICATVM EST".
El terremoto de Val di Noto de 1693 derribó las fábricas, salvando el primer orden de construcción. En el siglo XVIII siguió una campaña de restauración, que concluyó con la consagración que tuvo lugar el 21 de diciembre de 1733, rito presidido por monseñor Matteo Trigona, obispo de Siracusa.

### Época borbónica
En 1767 con la Supresión de la Compañía de Jesús, los religiosos jesuitas se vieron obligados a abandonar la ciudad.  Las monjas teresianas que asumieron la dirección de las estructuras introdujeron y fomentaron el culto a Santa Teresa de Ávila.
Las monjas procedentes del antiguo palacio de monseñor Bonaventura Secusio vivieron en la sede de los jesuitas hasta el 14 de enero de 1876, año en el que fueron trasladadas al monasterio del Santissimo Salvatore.
El 28 de octubre de 1876 se ejecutó el proyecto de restauración y reducción del antiguo colegio-monasterio para adaptarlo a locales para un instituto de educación pública. Las obras continuaron hasta 1886.

### Época contemporánea
El terremoto de Messina de 1908 provocó aún más destrucción, el alcalde Luigi Sturzo sugirió al rector cerrar la iglesia, que sería reabierta al culto en 1910. En 1921 la iglesia se encontraba en avanzado estado de decadencia, por seguridad pública se decidió retirar las estatuas que decoraban la fachada y se derribó el antiguo campanario.
Los bombardeos aéreos de Segunda Guerra Mundial provocaron daños en las fachadas de la fachada, especialmente en los aparatos decorativos. En la tarde del 9 de julio de 1943, las Fortalezas Volantes estadounidenses, en un intento de obstaculizar el avance de la división alemana, sobrevolaron Caltagirone, arrojando sobre ella cientos de bombas. La pequeña plaza frente a la fachada y algunos edificios adyacentes fueron impactados, con el movimiento del aire se desquició la puerta principal, se dañó el techo y se hicieron añicos todas las ventanas.
En 1955 se inició un ciclo de restauración que finalizó en 1959. La inauguración de la iglesia tuvo lugar en 1960, mientras que en 1980 el convento fue objeto de restauración y consolidación estructural por parte de Salvatore Boscarino.
- 2018, restauración de la puerta y del lienzo " Arbo ordinis " de los jesuitas.

## Exterior
La fachada mira al suroeste, el ábside mira al noreste. El campanario fue reconstruido en el extremo norte, lado izquierdo. La cubierta a dos aguas presenta en su intradós un artesonado de reciente construcción.La fachada se divide en dos órdenes, el inferior es el más antiguo. La fachada tiene un portal en el tabique central rematado por un gran ventanal con arco a dos aguas. el marco vertical de la fachada está formado por una serie de tres pilastras a cada lado en la planta baja, que se convierten en dos en el nivel superior. Las estatuas de ocho santos pertenecientes a la Compañía de Jesús están colocadas entre pares de pilastras en hornacinas superpuestas. En la parte inferior derecha, junto al portal, el cartel indica San Francisco Javier. De los otros siete, siguiendo la exposición sobre la fachada de la Casa Professa, es probable identificar San Francesco Regis, San Giacomo Kisai, San Giovanni Soan di Gotò, Sant'Ignazio di Loyola, San Francesco Borgia, San Paolo Miki, San Francesco. de Gerónimo o San Estanislao Kostka.
Dos cornisas - hileras de cuerdas separan los dos órdenes, dos volutas rizadas conectan externamente el segundo orden con el primero. En las estanterías creadas en cada uno de ellos se colocan las estatuas que representan a San Pedro y San Pablo respectivamente. En el interior de las hornacinas hay esculturas que representan a la Virgen María a la izquierda y a San José a la derecha.
La portada tiene columnas pareadas con capiteles corintios colocados sobre altos basamentos. El eje inferior tiene arabescos, el superior está ranurado en dos tercios. El arquitrabe tiene cubos salientes rematados por volutas en relieve, delimitados por jarrones flameados y un gran escudo intermedio sostenido por querubines. La perspectiva finaliza con un frontón caracterizado por un luneto central, bordeado por jarrones flameados y rematado por una cruz apical de hierro forjado.
Contrafachada: en 1623 se construyó el coro de madera sobre la entrada principal, las dos gradas laterales y el púlpito.

## Interior
Planta de cruz latina con una sola nave y grandes capillas laterales. Crucero corto, bastante grande, con elementos de piedra tallados por Antonuzzo Gagini .

### Nave derecha
- Primera bahía: Capilla de San Michele Arcangelo. En el alzado se conserva el cuadro que representa a San Miguel Arcángel, obra atribuida a Filippo Paladini.
- Segundo tramo: Capilla de las Reliquias. Primitiva entrada al convento ahora bloqueada y coronada por una tribuna. Óleo sobre lienzo que representa a San Luigi Gonzaga y San Estanislao a la derecha.
- Tercer tramo: Altar de Santa María la Mayor. En el alzado formado por pilastras estriadas rematadas por un tímpano triangular roto, bordeado de mármoles e incrustaciones mixtas, se encuentra un cuadro que representa a Santa María la Mayor, obra de artista desconocido. El cuadro fue donado por el general de la orden de los jesuitas San Francisco Borgia en señal de agradecimiento al Senado calatino. El ambiente también se define como la Capilla de las Reliquias, de hecho en una pintura mariana está ambientada en un aparato escenográfico de madera con tallas e incrustaciones doradas, que contiene diecisiete pequeñas urnas con numerosas reliquias de santos.
  - Púlpito. Los símbolos de la Pasión del Señor están representados en las cinco facetas del púlpito, mientras que en la cabecera de madera hay una estatuilla de Santiago Apóstol.
- Cuarto tramo: Capilla de la Natividad. Ambiente patrocinado por la familia patricia de los Barones de Cutumino. En el alzado formado por columnas jónicas con capiteles corintios, tímpano con volutas rizadas y escudo coronado intermedio entre jarrones, se encuentra un cuadro que representa la Natividad, obra atribuida a Polidoro Caldara da Caravaggio . Anunciación, luneta al fresco de Antonio Catalano el Viejo.
- Quinto tramo: Capilla de San Francisco Javier. Entorno delimitado por una balaustrada, patrocinado por la familia patricia Modica. En el alzado con columnas y tímpano con volutas de mármol policromado y un gran escudo intermedio, se encuentra una pintura que representa a San Francisco Javier, obra atribuida a Antonino Alberti conocido como Barbalonga.

### Nave izquierda
- Primer tramo.
- Segundo tramo: paso lateral izquierdo. Tribuna.
- Tercer tramo: Altar de la Virgen del Rosario. Sobre el tímpano triangular elevado y el edículo intermedio, con incrustaciones de mármol, delimitados por pilastras estriadas, se encuentra una pintura que representa a la Virgen del Rosario, obra de Mario Albertella de 1937.
- Cuarto tramo: Altar de la Piedad. En el alzado mixto de mármol delimitado por una balaustrada, con doble tímpano y edículo central, se conserva el cuadro que representa la Piedad retratada con el apóstol Santiago el Mayor, obra de Filippo Paladini de 1607. Benefactor y financista de la obra Don Michele Gravina, barón de Ganzaria.
- Quinto tramo: Capilla de San Ignacio de Loyola. En un ambiente patrocinado por la familia patricia Gravina de Comitini, en el suelo están presentes dos lápidas del mismo número de exponentes. En el alzado delimitado por tripletas de columnas retorcidas, realizadas con incrustaciones de mármol policromado, se encuentra el cuadro que representa a San Ignacio de Loyola. En las tuercas salientes del tímpano, figuras angelicales flanquean un escudo de armas coronado intermedio sostenido por amorcillos, que lleva la inscripción " AD MDC".

### Presbiterio
El suelo se eleva un escalón más alto que el aula. El altar está delimitado por una balaustrada de mármol. Máquina de madera dorada con lienzo que representa la Circuncisión de Jesús colocado bajo un arco con arquitectura en perspectiva creada con una serie de pilastras estriadas.

## Obras
- Siglo XVI, crucifijo de madera atribuido a Calogero Cusumano.

## Órgano
Órgano Romántico Crema Tamburini, cuya restauración está a cargo de la empresa Arte Organaria di A. & A. Bovelacci srl.
El restaurado órgano Tamburini fue inaugurado el 22 de abril de 2023, con una Lectio magistralis del maestro monseñor Giuseppe Liberto, director emérito de la Capilla Musical Sixtina Papal, sobre el tema: "El órgano, instrumento cultual y cultural") y el concierto del maestro Gianluca Libertucci, organista de la Basílica de San Pedro en el Vaticano (Vicariato) y en las audiencias generales del Papa.
En el interior de la Iglesia se colocó una placa de cerámica, creada por el taller artesanal de Giacomo Cusumano, en memoria del evento.
AMDG
EN EL TEMPLO SAGRADO HOC
SANTO JESÚ NOMINI DIJO
HOC ORGANUM MUSICUM GRAVITER LAESU
MIRA ARTE ALEXANDER BOVELACCI
MAGISTER ORGANOS INMADUROS EXINCTUS RESTAURAVIT
CURA MAGNA CUM
ANTONIO PARISI RECTOR
CALOGERO PARA LA BENDICIÓN ANTISTITIS
FRANCISCO SUMMO PONTIFICIO
_____________________________________________________
CONCENTUS DE EFFUNDIT NUNC MYSTICOS RURSUS

## Colegio jesuita
El 17 de marzo de 1622, bajo el reinado de Felipe IV de España, el Colegio de los Jesuitas obtuvo el reconocimiento como sede universitaria por parte del Virrey de Sicilia Emanuele Filiberto de Saboya .
Todo el conjunto delimita dos áreas topográficas de Calabria, conecta y actúa como bisagra entre dos entornos urbanos: el nivel más alto incluye las dos plazas Umberto I° y Municipio, entendidas como el " Piano dei Nobili ", sede del Palacio de la Ciudad, de la Corte Capitaniale o Tribunales de Justicia, y de la catedral de San Giuliano. Al este, en un nivel inferior, se encuentra la Piazza Innocenzo Marcinnò, también conocida como "Sutta 'u Chiano", una antigua y popular plaza del mercado de hierbas y especias.
Los edificios del colegio se encuentran en la nave derecha, con dos patios porticados adyacentes en el lado sureste y una fachada que da a Via degli Studi.